# ダニエル・カブレラ (外野手)
ダニエル・リード・カブレラ（Daniel Reed Cabrera, 1998年9月5日 - ）は、アメリカ合衆国ルイジアナ州バトンルージュ出身のプロ野球選手（外野手）。左投左打。MLBのデトロイト・タイガース傘下所属。

## 経歴
高校最終年の2017年に打率.510の成績を記録し、同年のMLBドラフト26巡目 (全体768位) でサンディエゴ・パドレスから指名されたが、契約を拒否してルイジアナ州立大学へ進学した。
大学1年目の2018年には同年行われた日米大学野球選手権大会のアメリカ代表に選出された。
その後、2020年のMLBドラフト2巡目 (全体62位) でデトロイト・タイガースから指名されプロ入り。契約金は120万ドル。この年は新型コロナウイルスの影響でマイナーリーグの試合が開催されなかった。
2021年に傘下のA+級ウェストミシガン・ホワイトキャップスでプロデビューした。

## 詳細情報

### 代表歴
- 2018年 第42回日米大学野球選手権大会アメリカ合衆国代表